# Крещатик (Роменский район)
Крещатик (укр. Хрещатик) — село, Дибровский сельский совет, Роменский район, Сумская область, Украина.
Код КОАТУУ — 5924184907. Население по переписи 2001 года составляло 230 человек .

## Географическое положение
Село Крещатик находится в 5-и км от левого берега реки Ромен. На расстоянии в 1,5 км расположено село Федотово, в 3-х км — село Ведмежье.